# Цытовичи
Цитовичи и Цытовичи (пол. Cytowicz) — несколько старинных дворянских родов.

## Первый род
Один из родов этой фамилии был внесён Губернским дворянским депутатским собранием в VI часть дворянских родословных книг Киевской и Могилевской губерний Российской империи. Определением Герольдии 19 июня 1833 года утверждены постановления Могилевского Дворянского Депутатского Собрания от 9 июля 1792 года и 2 августа 1832 года о признании в дворянском достоинстве со внесением в шестую часть Дворянской родословной книги рода Цытовичей и в числе лиц сего рода Ивана сына Василия Александрова Цытовича по владению недвижимым населенным крестьянами имением Михаловщизна в Новгород-Северске, пожалованным Цытовичам удельными Князьями и подтвержденным Польскими Королями и что к роду сему причислены определениями Департамента Герольдии Правительствующего Сената 28 ноября 1889 и 8 января 1891 гг. Александр Львов Цытович и жена его Мария Федорова, урожденная Лазарева, и дети Вера, Екатерина, Ксения и Глеб.

### Описание герба
Герб Цытовичей внесен в Часть 21 Общего гербовника дворянских родов Всероссийской империи, стр. 5..
Щит рассечён на червлёное и лазоревое поля. В червлёном поле серебряная коса, в лазоревом поле половина серебряной подковы. На них вверху золотой пятиконечный крест.
Щит увенчан дворянским коронованным шлемом. Нашлемник — нога в золотых латах со шпорой, согнутая и поставленная на колено. Намёт справа лазоревый, слева червлёный, подложенный золотом.

## Второй род
Другой род происходит от священника Стефана Ефимова Цытовича. Он был записан дворянским собранием в III часть дворянской родословной книги Херсонской губернии Малороссии.
Определением Временного Присутствия Герольдии состоявшимся 5 августа 1841 года утверждено постановление Херсонского Дворянского Депутатского Собрания от 22 февраля 1824 года о внесении в третью часть дворянской родословной книги Священника Орденского Кирасирского полка Стефана Ефимова Цытовича с сыновьями его Александром и Виктором, по Всемилестивейшему о причеслении его 16 мая 1831 года к ордену Святой Анны 3-й степени. Копия с вышеописанного Высочайше утверждённого герба 23 августа 1873 года выдана генерал-майору Виктору Степановичу Цытовичу.

### Описание герба
Герб потомков Стефана Цытовича записан в Часть XIII Общего гербовника дворянских родов Всероссийской империи, страница 88.
В лазуревом щите накрест серебряные меч, обращенный острием вправо, и копье со значком, обращенное острием влево. В золотой главе щита три червленых пламени.
Над щитом дворянский шлем с короной. Нашлемник: лазуревое орлиное крыло, на нем серебряный длинный крест. Намет: справа — лазуревый с серебром, слева — червленый с золотом.

### Известные представители
- Степан Ефимов Цытович — протоиерей кирасирского Военного ордена полка, кавалер ордена Святой Анны 3-й степени 
  - Цытович, Виктор Степанович (1824—1882) — генерал-лейтенант, Акмолинский военный губернатор
    - Цытович, Владимир Викторович (1870—1916) — полковник, военный педагог
    -  Цытович, Виктор Викторович (1876—1920) — полковник, георгиевский кавалер

  - Цытович, Николай Степанович (1827—1893) — генерал-лейтенант, командир бригады
    -  Цытович, Владимир Николаевич (1858—1941) — генерал-майор Главного инженерного управления
      -  Цытович, Алексей Владимирович (1893—1983) — российский морской офицер, герой Первой мировой войны, участник Гражданской войны

  - Цытович, Эраст Степанович (1830—1898) — генерал от инфантерии, член Военного совета Российской империи
  -  Цытович, Платон Степанович (1833—1894) — генерал-лейтенант, директор Сибирского кадетского корпуса
    - Цытович, Николай Платонович (1865—1928) — генерал-майор, заслуженный профессор Михайловской артиллерийской академии
    -  Цытович, Эраст Платонович (1874—1942) — статский советник, профессор, воспитатель царских детей
      -  Цытович, Тамара Эрастовна (1907—1992) — советский и российский музыковед, литературовед и музыкальный педагог